# Heinrich Georg Schneider
Johann Heinrich Georg Schneider (* 20. April 1833 in Massenheim; † 15. Juli 1897 ebenda) war ein deutscher Landwirt, von 1860 bis Mitte der 1890er Jahre Bürgermeister in Massenheim und Mitglied des Preußischen Abgeordnetenhauses sowie des nassauischen Kommunallandtags.

## Leben
Heinrich Schneider war Landwirt und bewirtschaftete in Massenheim einen ehemaligen Gutshof.
Von 1868 bis 1885 hatte er ein Mandat für den Nassauischen Kommunallandtag des preußischen Regierungsbezirks Wiesbaden, wo er Mitglied des  Finanz-, Eingaben- und Wegebauausschusses war.
Von 1869 an übte er das Amt des Bürgermeisters in Massenheim aus und war 1878 Mitglied des Landesausschusses.
Von 1886 bis 1888 war er für den Wahlkreis Wiesbaden 3 als Mitglied der Deutschen Freisinnigen Partei
Abgeordneter  des Preußischen Abgeordnetenhauses.
Bei der Reichstagswahl 1887 kandidierte er erfolglos.